# Uwe Hans Reuter
Uwe Hans Reuter (* 2. Oktober 1955 in Dillenburg) ist ein deutscher Bankkaufmann, Jurist, Versicherungsmanager, Honorarkonsul der Republik Österreich und Vorstandsvorsitzender der Kestnergesellschaft.

## Leben
Uwe H. Reuter wurde 1955 in Dillenburg im
Lahn-Dill-Kreis geboren. Nach seinem Schulbesuch durchlief er eine Banklehre und studierte anschließend Rechtswissenschaften.
1988 bis 1992 saß Reuter als Direktor der Citibank Personal Banking Europe vor sowie der Citibank Privatkunden AG in Düsseldorf. Daran anschließend wechselte er zur Allianz Group. Bis zum Jahr 2000 saß er zudem im Vorstand der Vereinten Versicherungsgruppe sowie der Bayerischen Versicherungsbank mit Sitz in München.
2001 übernahm Reuter die Aufgaben des Vorstandsvorsitzenden der Zürich Gruppe Deutschland. Im Folgejahr 2002 wechselte er in den Vorstand der VHV Gruppe in Hannover. 2003 übernahm er den Vorstandsvorsitz der VHV Holding AG.

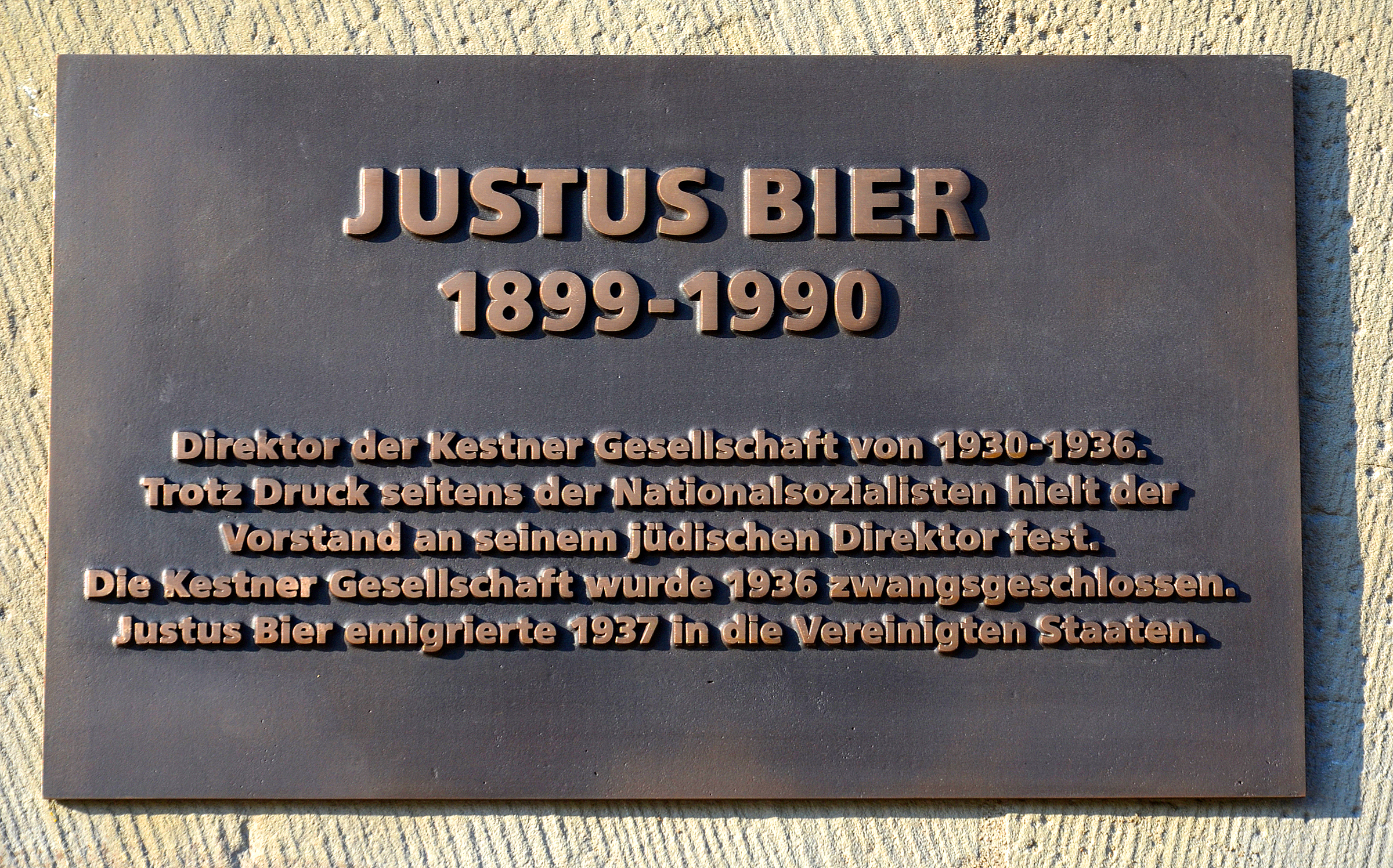
Gedenktafel für Justus Bier am heutigen Gebäude der Kestnergesellschaft

## Kulturelle Aktivitäten
Neben seinen beruflichen Aufgaben und der Repräsentanz im Konsulat für die Republik Österreich widmet sich Reuter vor allem kulturellen Aktivitäten. So sitzt er im Kuratorium der Kunsthalle Schirn in Frankfurt am Main und nach einer Einladung durch den Verleger Wilhelm Sandmann insbesondere als Vorstandsvorsitzender der Kestnergesellschaft. Als solcher enthüllte er beispielsweise im November 2016 – gemeinsam mit dem niedersächsischen Ministerpräsidenten Stephan Weil – die Gedenktafel für den Kunsthistoriker und ehemaligen Direktor der Kestnergesellschaft Justus Bier (1899–1990), der vor dem Antisemitismus zur Zeit des Nationalsozialismus 1937 in die USA floh.

## Medienecho (Auswahl)
- Bert Strebe: „Kunst trägt zum Disput bei“ / Uwe H. Reuter ist im Hauptnebenjob Vorsitzender der Kestner Gesellschaft, in: Neue Presse vom 26. Mai 2016; online über die Seite pressreader.com

## Auszeichnungen
- 2019: Großes Silbernes Ehrenzeichen für Verdienste um die Republik Österreich[5]